# Asashōryū Akinori
Asashōryū Akinori (japanisch 朝青龍 明徳; geboren als Dolgorsürengiin Dagwadordsch) (mongolisch Долгорсүрэнгийн Дагвадорж; * 27. September 1980 in Ulaanbaatar (Ulan Bator)) ist ein ehemaliger mongolischer Sumōkämpfer und der 68. Yokozuna. Er gehört zu den bekanntesten Sportlern in Japan.

## Leben
Asashōryū stammt aus einer Familie, die starke Wurzeln im mongolischen Ringen hat. Zwei seiner Brüder sind ebenfalls als Profis in verschiedenen Kampfsportligen aktiv. 2002 heiratete Asashōryū eine mongolische Jugendfreundin; die beiden haben zwei Kinder, einen Jungen und ein Mädchen. 2009 wurde die Ehe geschieden. Trotz der Erwartungshaltung der Öffentlichkeit hat Asashōryū nicht die japanische Staatsbürgerschaft angenommen.
Nach seinem Debüt im Jahr 1999 konnte Asashōryū innerhalb von nur 24 Turnieren (Hon-Basho) seinen ersten Turniersieg (Yūshō) in der höchsten Kampfklasse (Makuuchi-Division) feiern, der er seit 2001 angehört. Dies ist ein Rekord, seit ab 1958 sechs Turniere pro Jahr ausgerichtet werden. Nach seiner Beförderung zum Ōzeki im Herbst 2002 erfüllte er ebenfalls sehr rasch die Bedingungen für seinen weiteren Aufstieg: Seit dem 30. Januar 2003 stand Asashōryū im Rang eines Großmeisters (Yokozuna). Nach den Rücktritten von Takanohana und Musashimaru war er – bis zur Ernennung von Hakuhō zum Yokozuna im Mai 2007 – lange Zeit der einzige, der diesen höchsten Rang im japanischen Ringen trug.
Nachdem der Yokozuna bereits 2004 als Sieger aus fünf Turnieren hervorging, was zum letzten Mal 1986 Chiyonofuji geglückt war, sah das Jahr 2005 die bisher größten Erfolge Asashōryūs: Er war der erste Ringer, der alle sechs Turniere eines Kalenderjahres gewinnen konnte und dabei nur 6 von insgesamt 90 Kämpfen verlor. Da er auch das letzte Turnier 2004 gewinnen konnte, ergab sich eine bis zu diesem Zeitpunkt einzigartige Siegesserie von sieben Turniersiegen in Folge. Asashōryū konnte 25 Turniersiege in der Makuuchi-Division feiern, davon fünf ohne einen einzigen Kampf zu verlieren (zenshō yūshō).
Wie einst Chiyonofuji wurde Asashōryū Wolf genannt. Er war ein meisterhafter Techniker und schaffte es oft, auch aus schwierigen Kampfsituationen noch als Sieger hervorzugehen. Dazu kam seine Schnelligkeit, die zwar durch seine Gewichtszunahme von 129 kg im Jahr 2001 auf 154 kg im Jahr 2010 etwas gelitten hatte, aber die der meisten anderen Sumōtori noch immer in den Schatten stellte. Ihm gelang es auch mühelos, während des Kampfes von Schlag- und Stoßtechniken auf Yotsu-Sumō (den Kampf am Gürtel) überzuwechseln und umgekehrt.

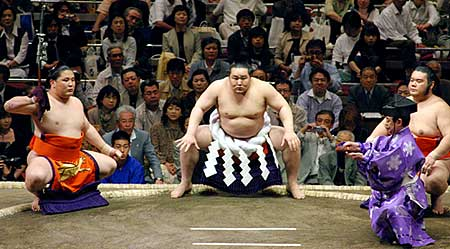
Ringbetretungszeremonie, Yokozuna Asashōryū in der Mitte

Der Yokozuna war bekannt für sein hartes Training, was bei seinen Trainingspartnern häufig zu Verletzungen führte.
Nach seiner Yokozuna-Ernennung im Jahre 2003 geriet Asashōryū mehrfach in öffentliche Kritik und schien den besonderen Anforderungen seines hohen Ranges nicht gerecht zu werden. So wurde er beispielsweise in einem westlichen Anzug fotografiert, obwohl es für Rikishi eigentlich Pflicht ist, stets traditionelle japanische Kleidung zu tragen. Seine urlaubsbedingte Abwesenheit bei Pflichtveranstaltungen und eine Disqualifikation wegen Haareziehens beim Nagoya-Basho 2003 lösten weitere Diskussionen aus. Zuletzt sorgte er für Wirbel, als er im Sommer 2007, offiziell verletzungsbedingt, die Teilnahme an einem Jungyo (regionalen Schauturnier) absagte. Als bekannt wurde, dass er in der Mongolei an einem Benefiz-Fußballspiel teilgenommen hatte, wurde er vom Sumoverband für zwei Turniere gesperrt, eine Strafe, die teilweise als zu hart empfunden wurde. Als Folge der Strafe verfiel der Yokozuna in eine Depression; auf Anraten des Arztes der Sumovereinigung durfte er in seine Heimat reisen, um sich dort einer Behandlung zu unterziehen. Nach seiner Rückkehr nach Japan Ende November 2007 entschuldigte Asashōryū sich öffentlich für sein Verhalten, womit die Angelegenheit erledigt war.
Nach dem Ende seiner Suspendierung meldete sich Asashōryū im Januar 2008 beim Hatsu-Basho mit einem 13:2 stark zurück. Im letzten Kampf des Turniers hatte er bei eigenem 13:1 gegen Yokozuna Hakuhō, auch 13:1, die Chance, sein 22. Yūshō zu erringen, verlor jedoch durch Uwatenage.
Im Januar 2009 feierte Asashōryū sein Comeback, indem er zum 23. Mal ein Basho – im Entscheidungskampf gegen seinen Yokozuna-Rivalen Hakuhō – mit 14:1 Siegen gewann. Mit demselben Ergebnis siegte er, erneut nach einem Entscheidungskampf gegen Hakuhō, auch im September, während Hakuhō das Turnier im November für sich entscheiden konnte.
Beim Hatsu-Basho 2010 errang Asashōryū sein 25. und letztes Yūshō. Damit haben nur Hakuhō, Taihō (32) und Chiyonofuji (31) mehr Turniere gewonnen. Am 4. Februar 2010 trat Asashōryū als Yokozuna zurück, weil er betrunken in eine Schlägerei verwickelt gewesen sein soll.

## Kampfstatistik
| Jahr | Hatsu (Januar)                | Haru (März)                       | Natsu (Mai)                      | Nagoya (Juli)                        | Aki (September)                      | Kyushu (November)                | Gew. / Verl. | Durchschnitt |
| ---- | ----------------------------- | --------------------------------- | -------------------------------- | ------------------------------------ | ------------------------------------ | -------------------------------- | ------------ | ------------ |
| 2000 | --                            | --                                | --                               | Makushita 2 West 7-0 Makushita Yusho | Juryo 7 Ost 9-6                      | Juryo 3 West 11-4                | 27-10        | 72,9 %       |
| 2001 | Maegashira 12 West 9-6        | Maegashira 6 Ost 9-6              | Komusubi West 8-7 Shukun-sho (1) | Komusubi Ost 7-8                     | Maegashira 1 West 10-5 Kanto-sho (1) | Komusubi Ost 10-5 Kanto-sho (2)  | 53-37        | 58,8 %       |
| 2002 | Sekiwake West 8-7             | Sekiwake West 11-4 Shukun-sho (2) | Sekiwake Ost 11-4 Kanto-sho (3)  | Sekiwake Ost 12-3 Shukun-sho (3)     | Ozeki Ost 10-5                       | Ozeki Ost 14-1 Yusho (1)         | 66-21        | 75,8 %       |
| 2003 | Ozeki Ost 14-1 Yusho (2)      | Yokozuna West 10-5                | Yokozuna Ost 13-2 Yusho (3)      | Yokozuna Ost 5-5-5                   | Yokozuna Ost 13-2 Yusho (4)          | Yokozuna Ost 12-3                | 67-18-5      | 78,8 %       |
| 2004 | Yokozuna Ost 15-0 Yusho (5)   | Yokozuna Ost 15-0 Yusho (6)       | Yokozuna Ost 13-2 Yusho (7)      | Yokozuna Ost 13-2 Yusho (8)          | Yokozuna Ost 9-6                     | Yokozuna Ost 13-2 Yusho (9)      | 78-12        | 86,7 %       |
| 2005 | Yokozuna Ost 15-0 Yusho (10)  | Yokozuna Ost 14-1 Yusho (11)      | Yokozuna Ost 15-0 Yusho (12)     | Yokozuna Ost 13-2 Yusho (13)         | Yokozuna Ost 13-2 Yusho (14)         | Yokozuna Ost 14-1 Yusho (15)     | 84-6         | 93,3 %       |
| 2006 | Yokozuna Ost 11-4             | Yokozuna Ost 13-2 Yusho (16)      | Yokozuna Ost 1-2-12              | Yokozuna Ost 14-1 Yusho (17)         | Yokozuna Ost 13-2 Yusho (18)         | Yokozuna Ost 15-0 Yusho (19)     | 67-11-12     | 74,4 %       |
| 2007 | Yokozuna Ost 14-1 Yusho (20)  | Yokozuna Ost 13-2                 | Yokozuna Ost 10-5                | Yokozuna Ost 14-1 Yusho (21)         | Suspendiert                          | Suspendiert                      | 51-9         | 85,0 %       |
| 2008 | Yokozuna West 13-2            | Yokozuna West 13-2 Yusho (22)     | Yokozuna Ost 11-4                | Yokozuna Ost 3-3-9                   | Yokozuna West 5-5-5                  | keine Teilnahme wegen Verletzung | 45-16-29     | 50,0 %       |
| 2009 | Yokozuna West 14-1 Yusho (23) | Yokozuna Ost 11-4                 | Yokozuna West 12-3               | Yokozuna West 10-5                   | Yokozuna West 14-1 Yusho (24)        | Yokozuna Ost 11-4                | 72-18        | 80,0 %       |
| 2010 | Yokozuna West 13-2 Yusho (25) | Rücktritt                         |                                  |                                      |                                      |                                  |              |              |